# Raül López
Raül López Molist [rə'uɫ 'lopeθ] (* 15. April 1980 in Vic, Katalonien) ist ein ehemaliger spanischer Basketballspieler.

## Karriere
Seine Karriere begann López bei Joventut de Badalona und wechselte 2000 zu Real Madrid. Beim NBA Draft 2001 wurde er von den Utah Jazz in der ersten Runde (No. 24) ausgewählt mit dem Ziel, John Stockton mittelfristig zu ersetzen. Der 1,83 m große Point Guard war in der Saison 2003/04 erst der dritte Spanier, nach Fernando Martín und Pau Gasol, der in der NBA debütierte. Nach einer vielversprechenden Rookiesaison verletzte sich Lopez jedoch am Knie, so dass er nie den Durchbruch in der NBA schaffte. 2005 wurde er zu den Memphis Grizzlies transferiert, wo vor Saisonbeginn entlassen wurde. López kehrte danach nach Europa zurück, wo er für verschiedene spanische und russische Mannschaften spielte. Zuletzt spielte er bis zu seinem Karriereende für Bilbao Basket.

## Erfolge
- 1998 Sieger des Albert-Schweitzer-Turniers mit Spanien
- 1998 Junioren-Europameister mit Spanien
- 1999 Junioren Weltmeister mit Spanien
- 2001 Bronze bei der Basketball-Europameisterschaft 2001 mit Spanien
- 2007 Sieger des ULEB Cup mit Real Madrid
- 2007 Sieger der Spanischen Meisterschaft mit Real Madrid
- 2008 Silber bei den Olympischen Spielen mit Spanien
- 2009 Europameister mit Spanien
- 2011 VTB United League mit BK Chimki